# Бабович, Самуил Бабакаевич
Самуи́л Бабака́евич Бабо́вич (Бобо́вич; XVIII век, Крымское ханство — 1847) — евпаторийский купец, караимский архитектор и общественный деятель. 

## Биография
Родился в семье шапочника Бабакая (Нахаму) Юфудовича Чабака из Армянского Базара. Имел братьев Соломона (Шолеме), Илью и Юфуду. Посещал мидраш. Через некоторое время после присоединения Крыма к Российской империи вместе с братьями переехал в Евпаторию, где работал на местного купца-француза, управляющим делами которого служил старший брат Шолеме. В силу этого получил в народе прозвище «Франсуз-Шемляка»; в дальнейшем вместе с братьями принял фамилию Бобович, происходящую от отчества. Вёл обширную торговлю, в том числе заграничную. В конце XVIII — начале XIX века приступил к составлению плана постройки в Евпатории малой и большой кенасс и руководил всеми строительными работами. После смерти в 1812 году брата Соломона возглавил евпаторийское караимское общество. Принимал участие в издании для караимских школьников Торы (Пятикнижия Моисея), напечатанной в 1840 году в Евпатории в караимской типографии Мордехая Тришкана.
Умер в 1847 году в пожилом возрасте.

## Память
Над дверью в малую кенассу установлена мраморная доска с текстом на древнееврейском языке, посвящённая Илье и Самуилу Бабовичам, участвовавшим в строительстве этого молитвенного дома: 
Да освятится слава Божья великолепием храма,
Который народом Его возобновлён, Малого святилища,
Вот врата его, в рассеянье радостен.
В делах добрых участвовали предводитель Шемуэль,
И брат его Илья, и люди, искусные в резьбе и строительстве. Всем руководили
Сыновья мужа Нагъаму Иерусалимского.
И завершено здание во имя Твердыни Израиля.